# Évêque de Winchester

Armoiries des évêques de Winchester.

L'évêque de Winchester est à la tête du diocèse anglican de Winchester, dans la province de Cantorbéry. Il s'agit d'un des sièges épiscopaux les plus anciens et les plus prestigieux d'Angleterre, et son titulaire est automatiquement membre de la Chambre des lords. Il est aussi prélat de l'ordre de la Jarretière.

## Liste des évêques de Winchester

### Jusqu'à la conquête normande
| Début           | Fin              | Nom           | Remarques                                                                                     |
| --------------- | ---------------- | ------------- | --------------------------------------------------------------------------------------------- |
| vers 660        | 666 ?            | Wine          |                                                                                               |
| 666 ?           | 670              | Siège vacant. | Siège vacant.                                                                                 |
| 670             | avant 676        | Leuthère      |                                                                                               |
| 676             | 7 juillet 705 ?  | Hædde         | Considéré comme saint.                                                                        |
| vers 705        | 744              | Daniel        |                                                                                               |
| 744             | 749 × 756        | Hunfrith      |                                                                                               |
| 756             | 759 × 778        | Cyneheard     |                                                                                               |
| 759 × 778       | 759 × 778        | Æthelheard    |                                                                                               |
| 759 × 778       | 781 × 785        | Ecgbald       |                                                                                               |
| 781 × 785       | 781 × 785        | Dudd          |                                                                                               |
| 781 × 785       | 801 × 803        | Cyneberht     |                                                                                               |
| 801 × 803       | 805 × 814        | Ealhmund      |                                                                                               |
| 805 × 814       | 836              | Wigthegn      | Moine à Glastonbury.                                                                          |
| avant 825       | 836              | Herefrith     | Il figure toujours aux côtés de Wigthegn.                                                     |
| 833 × 838       | 838/839          | Eadhun        |                                                                                               |
| 838/839         | 844 × 852        | Helmstan      |                                                                                               |
| 30 octobre 852  | 2 juillet 863    | Swithun       | Considéré comme saint.                                                                        |
| 863 × 867       | 871 × 877        | Ealhferth     |                                                                                               |
| 871 × 877       | 878 × 879        | Tunberht      | Moine à Glastonbury.                                                                          |
| 878 × 879       | 908              | Denewulf      |                                                                                               |
| 909             | 931              | Frithestan    | Considéré comme saint.                                                                        |
| 23 mai 931      | 1er novembre 934 | Byrnstan      |                                                                                               |
| 934/935         | 951              | Ælfheah Ier   |                                                                                               |
| 951             | 958              | Ælfsige Ier   | Transféré à Cantorbéry.                                                                       |
| avant 959       | 963 ?            | Byrhthelm     | Transféré depuis Selsey ?                                                                     |
| 29 novembre 963 | 1er août 984     | Æthelwold Ier | Abbé d'Abingdon. Considéré comme saint.                                                       |
| 19 octobre 984  | 1006             | Ælfheah       | Abbé de Bath. Transféré à Cantorbéry. Considéré comme saint.                                  |
| 1006            | 1006             | Cenwulf       | Abbé de Peterborough.                                                                         |
| 1006 × 1007     | 1012 × 1013      | Æthelwold II  |                                                                                               |
| 1012 × 1013     | 1032             | Ælfsige II    |                                                                                               |
| 1032            | 29 août 1047     | Ælfwine       |                                                                                               |
| 1047            | 1070             | Stigand       | Transféré depuis Elmham. Transféré à Cantorbéry en 1052, il conserve les deux sièges. Déposé. |
| Sources :       |                  |               |                                                                                               |

### De la conquête normande à la Réforme
- 1070-1098 : Vauquelin de Winchester
- 1100-1129 : Guillaume Giffard
- 1129-1171 : Henri de Blois
- 1173-1188 : Richard d'Ilchester
- 1189-1204 : Godfrey de Lucy
- 1205 : Richard Poore (élection annulée)
- 1205-1238 : Pierre des Roches
- 1238-1239 : Ralph Neville (élection annulée)
- 1240-1250 : William de Raley
- 1250-1260 : Aymar de Lusignan
- 1261-1262 : Andrew de Londres (élection annulée)
- 1261-1262 : William de Taunton (élection annulée)
- 1262-1268 : John Gervais
- 1268-1280 : Nicholas d'Ely
- 1280 : Robert Burnell (élection annulée)
- 1280-1282 : Richard de la More (jamais sacré, démissionna)
- 1282-1304 : Jean de Pontoise
- 1305-1316 : Henry Woodlock
- 1316-1319 : John Sandale
- 1319-1323 : Rigaud d'Assier
- 1323-1333 : Jean de Stratford
- 1333-1345 : Adam Orleton
- 1345-1366 : William Edington
- 1366-1404 : William de Wykeham
- 1404-1447 : Henry Beaufort
- 1447-1486 : William Waynflete
- 1487-1492 : Peter Courtenay
- 1493-1501 : Thomas Langton
- 1501-1528 : Richard Fox
- 1529-1530 : Thomas Wolsey
- 1531-1551 : Stephen Gardiner

### Depuis la Réforme
- 1551-1553 : John Ponet
- 1553-1555 : Stephen Gardiner (2)
- 1556-1559 : John White
- 1560-1580 : Robert Horne
- 1580-1584 : John Watson
- 1584-1594 : Thomas Cooper
- 1594-1595 : William Wickham (en)
- 1595-1596 : William Day
- 1597-1616 : Thomas Bilson
- 1616-1618 : James Montague
- 1618-1626 : Lancelot Andrewes
- 1627-1632 : Richard Neile
- 1632-1647 : Walter Curle
- 1660-1662 : Brian Duppa
- 1662-1684 : George Morley
- 1684-1706 : Peter Mews
- 1707-1721 : Jonathan Trelawny
- 1721-1723 : Charles Trimnell
- 1723-1734 : Richard Willis
- 1734-1761 : Benjamin Hoadly
- 1761-1781 : John Thomas
- 1781-1820 : Brownlow North
- 1820-1827 : George Pretyman-Tomline
- 1827-1869 : Charles Richard Sumner
- 1869-1873 : Samuel Wilberforce
- 1873-1891 : Edward Harold Browne
- 1891-1895 : Anthony Wilson Thorold
- 1895-1903 : Randall Thomas Davidson
- 1903-1911 : Herbert Edward Ryle (en)
- 1911-1923 : Edward Stuart Talbot
- 1923-1932 : Frank Theodore Woods
- 1932-1942 : Cyril Forster Garbett
- 1942-1952 : Mervyn George Haigh
- 1952-1961 : Alwyn Williams
- 1961-1975 : Sherard Falkner Allison
- 1975-1985 : John Vernon Taylor
- 1985-1995 : Colin Clement Walter James
- 1995-2011 : Michael Scott-Joynt
- 2012-2023 : Tim Dakin
- depuis 2023 : Philip Mounstephen